# Josi von Koskull
Josepha Benita „Josi“ Baronin von Koskull (* 22. Juni 1898 in Tergeln, Kreis Windau, Kurland, Russisches Kaiserreich; † 1996 in Berlin) war eine deutsch-baltische Übersetzerin russischer Literatur, die ebenso als Schriftstellerin – teilweise unter dem Pseudonym Peter Weibel – hervortrat und seit 1919 als Bibliothekarin in Berlin wirkte.

## Leben
Josepha, Josi gerufen, die Tochter von Alexander Freiherr von Koskull (1873–1928) und seiner Gattin Hermine Catharina Harriet Baronin von Koskull, geborene Baronin von Nolcken (* 1876), wurde bis 1911 von Hauslehrern erzogen und besuchte darauf das Fräuleinstift Finn. 1921 bis 1924 lebte sie in Weimar und war sonst ab 1919 in Berlin auf den drei oben genannten Arbeitsgebieten aktiv. Vom 3. bis 5. September 1944 saß Josi von Koskull im Zusammenhang mit dem Attentat vom 20. Juli 1944 im Gestapo-Gefängnis. Ab 1945 arbeitete sie freiberuflich als Autorin und Übersetzerin, zunächst in Ost-Berlin, später lebte sie in West-Berlin.

## Werk (Auswahl)
- 1941 Sommer auf Oesel. Erzählung
- 1948 Der junge Puschkin. Biographie
- 1960 Baltische Märchen. Teil 1: Lettische Märchen

### Herausgeberin
- 1964 Spukhäuser im Baltikum. Erlebnisberichte und Mitteilungen. Die Baltische Bücherei. Bde. 8, 14

### Übersetzungen
- Puschkin
  - 1946 Dubrowskij. Romanfragment (1833: Дубровский)
  - 1949 Der Posthalter (1831: Станционный смотритель)
  - 1947 Graf Nulin. Eine Erzählung in Versen (1827: Граф Нулин)
- Leskow Erzählungen
  - 1947 Der Vorreiter (1873: Очарованный странник)
  - 1950 Der eiserne Wille (1876: Железная воля)
- 1949 Tschechow: Kaschtanka. Erzählung (1887: Каштанка)
- Gleb Uspenski:
  - 1952 Neue Zeiten, neue Sorgen. Acht Erzählungen (1873: Новые времена, новые заботы).
  - 1953 Der Ruin. Skizzen aus dem Provinzleben (1870: Разоренье. Очерки провинциальной жизни).
  - 1958 Die Straße der Verlorenen (1866: Нравы Растеряевой улицы).
- Konstantin Paustowski
  - 1955 Ferne Jahre : Erinnerungen an Kindheit und Jugend (1946: Далекие годы)
  - 1962 Unruhige Jugend. Erinnerungen (1954: Беспокойная юность)
  - 1983 Die Zeit der großen Erwartungen (1958: Время больших ожиданий)

- 1955 Afanassi Lasarewitsch Koptelow: Die große Wanderung. Roman (1935: Великое кочевье)
- 1956 Pjotr Iwanowitsch Samoiski: Der Hirtenjunge. Erzählung. Teil 1 der Autobiographie (1939: Подпасок)
- 1959 Nikolai Kornejewitsch Tschukowski: Unter baltischem Himmel. Roman (1955 Балтийское небо)